# Anchuela del Pedregal
Anchuela del Pedregal es una localidad española del municipio de Molina de Aragón, perteneciente a la provincia de Guadalajara, en la comunidad autónoma de Castilla-La Mancha.

## Historia
A mediados del siglo XIX el lugar, por entonces con ayuntamiento propio, tenía contabilizada una población de 98 habitantes. Aparece descrito en el segundo volumen del Diccionario geográfico-estadístico-histórico de España y sus posesiones de Ultramar (1845) de Pascual Madoz de la siguiente manera:

ANCHUELA DEL PEDREGAL: l. con ayunt. de la prov. de Guadalajara, part. jud. de Molina (1), aud. terr. y c. g. de Madrid (33), adm. de rent. y dióc. de Sigüenza (14): sit. á la falda S. de una sierra cubierta de lastras de piedra, y algo de monte chaparral, está combatida por todos los vientos, menos el N., sin embargo de lo cual es de clima frio: tiene 33 casas de mala construcción y escasas de habitaciones; la que sirve de consistorial no es mejor, y en ella hay un local para cárcel, incómodo é inseguro: tiene también escuela sin mas dotacion que la retribución de los pocos alumnos que asisten, igl. aneja á la parr. de Tordelpalo, dedicada á San Andrés Apóstol, y servida por un teniente de fija residencia, que en igual concepto asiste á la de Novella, en virtud de disposición del tribunal ecl. del año 1794: en el llamado comun del Gabilan, contiguo á su térm. y jurisd. de Molina, pero perteneciente en lo ecl. á este pueblo, hay una ermita titulada de Ntra. Sra. del Gavilan: en el dia, aunque existe la ermita y dos casas de labor, la imágen se halla en la igl. de Anchuela, adonde se trasladó en la guerra de la Independencia: las circunstancias de este comun, y ermita, se verán en su lugar (V.). Confina el térm. por N, con Cubillejo del Sitio: E. con Tordelpalo; S. comun del Gavilan, O. Novella: todos sus confines dist. de 1/4 á 1/2 hora; comprende unas 800 fan. de cultivo, de las cuales son 100 de primera clases, 500 de segunda y 200 de tercera; abunda de pastos, especialmente para ganado cabrio, bastante monte chaparral y muchas corralizas cubiertas de barda para encerrar los ganados; el terreno es muy quebrado, montuoso y lleno de maleza, y pedriza por el N. y O.; al S. se estiende una cañada de buena labor, y  es también suave al E.; no le cruza ningun r., pero á la salida del pueblo se forma un arroyo con las aguas de las lluvias que bajan de los montes, y con las de otros dos ó tres manantiales, y corre en dirección á Novella: por el lim. SE. del pueblo pasa la ant. carretera de Madrid á Teruel en mal estado; los demas son caminos vecinales: la correspondencia se recibe por los mismos interesados en la estafeta de Molina, y ademas tiene un cartero con los demas pueblos comarcanos, que la recoge cada 8 dias: prod.: trigo, centeno, cebada, avena, guisantes, guijas, patatas; se mantiene algun ganado lanar, cabrio y vacuno, y 50 caballerias mayores y menores: pobl.: 27 vec.; 98 alm.: cap. prod.: 403,760 rs. : imp.: 32,300: contr.: 922 rs. 6 mrs. : presupuesto municipal: 600, del que se pagan 200 al secretario por su dotacion; se cubre (por carencia de propios) con 300 rs. que prod. el arbitrio de la taberna, y el resto por repartimiento vecinal. Este pueblo se llamó hasta 1469 la torre de Anchuela, y era propio de Diego Campillo, regidor perpetuo de Molina.
(Madoz, 1845, p. 274)

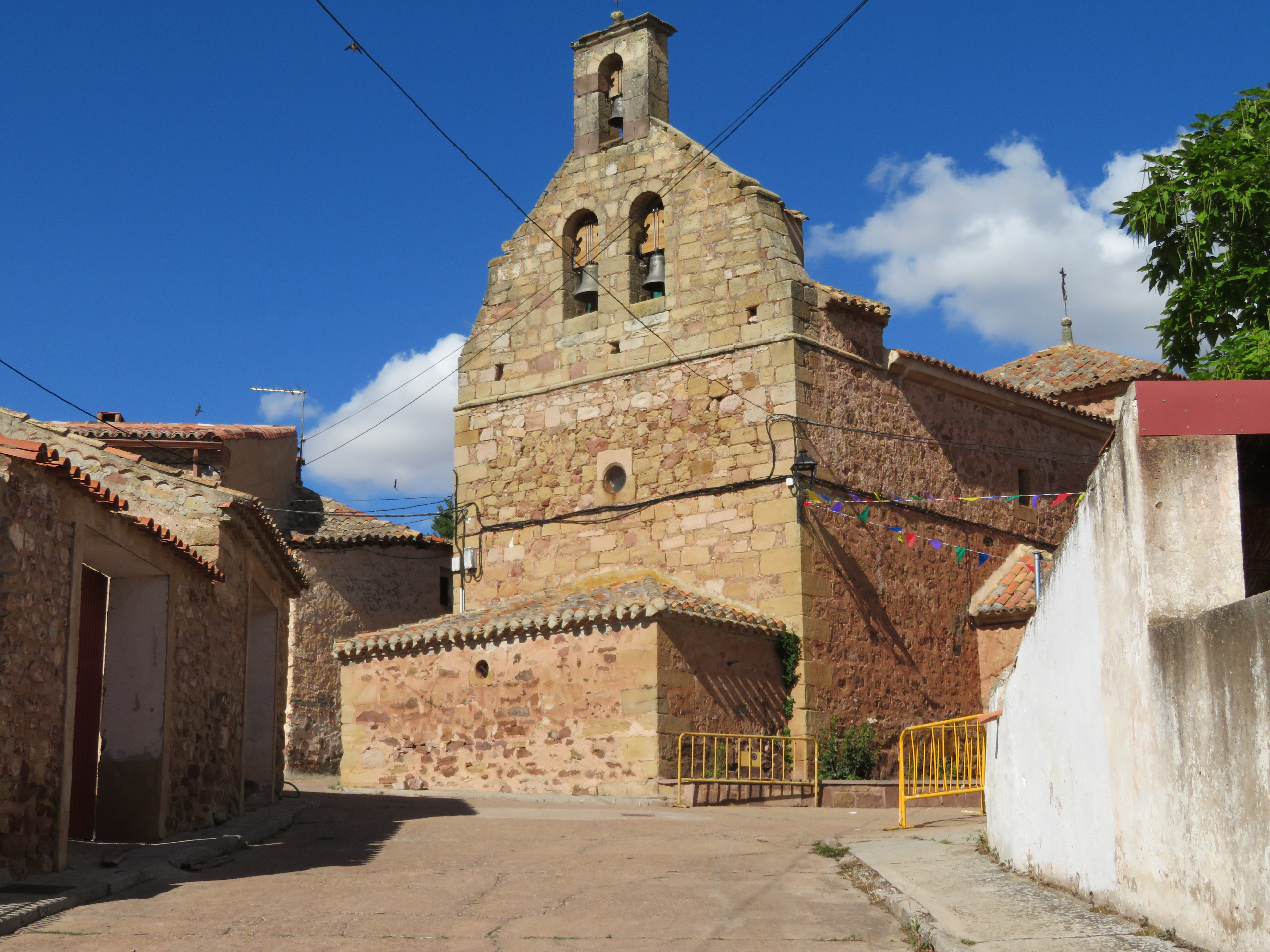
Calle e iglesia

El municipio de Anchuela del Pedregal desapareció en 1976 al ser incorporado al de Molina de Aragón.

## Demografía
| Gráfica de evolución demográfica de Anchuela del Pedregal entre 1842 y 1970 |
| |
| Población de derecho según los censos de población del INE Población de hecho según los censos de población del INEEntre el censo de 1857 y el anterior, crece el término del municipio porque incorpora a Novella y Tordelpalo Entre el censo de 1981 y el anterior, este municipio desaparece porque se integra en el municipio Molina |

## Patrimonio

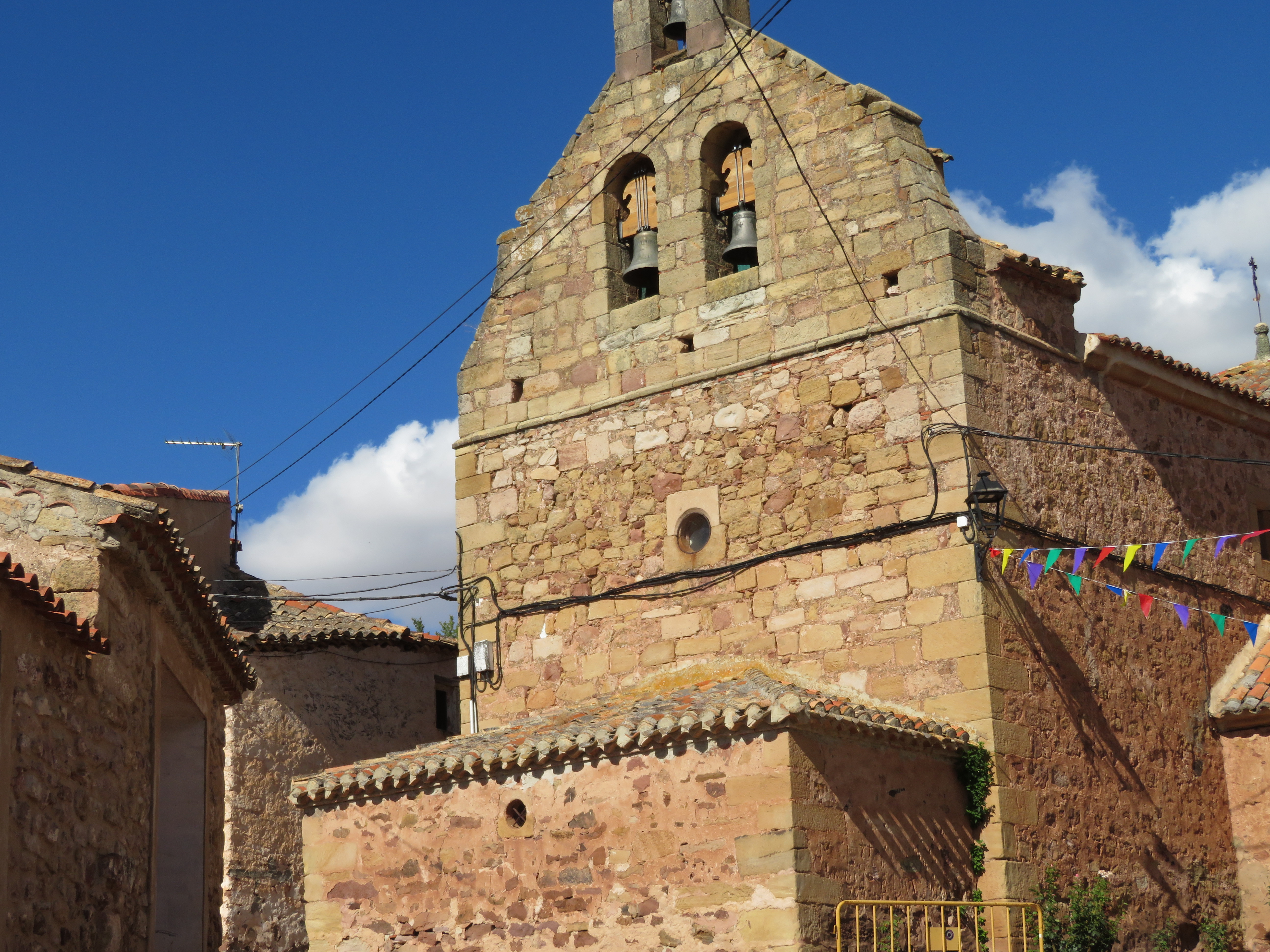
Iglesia de San Andrés

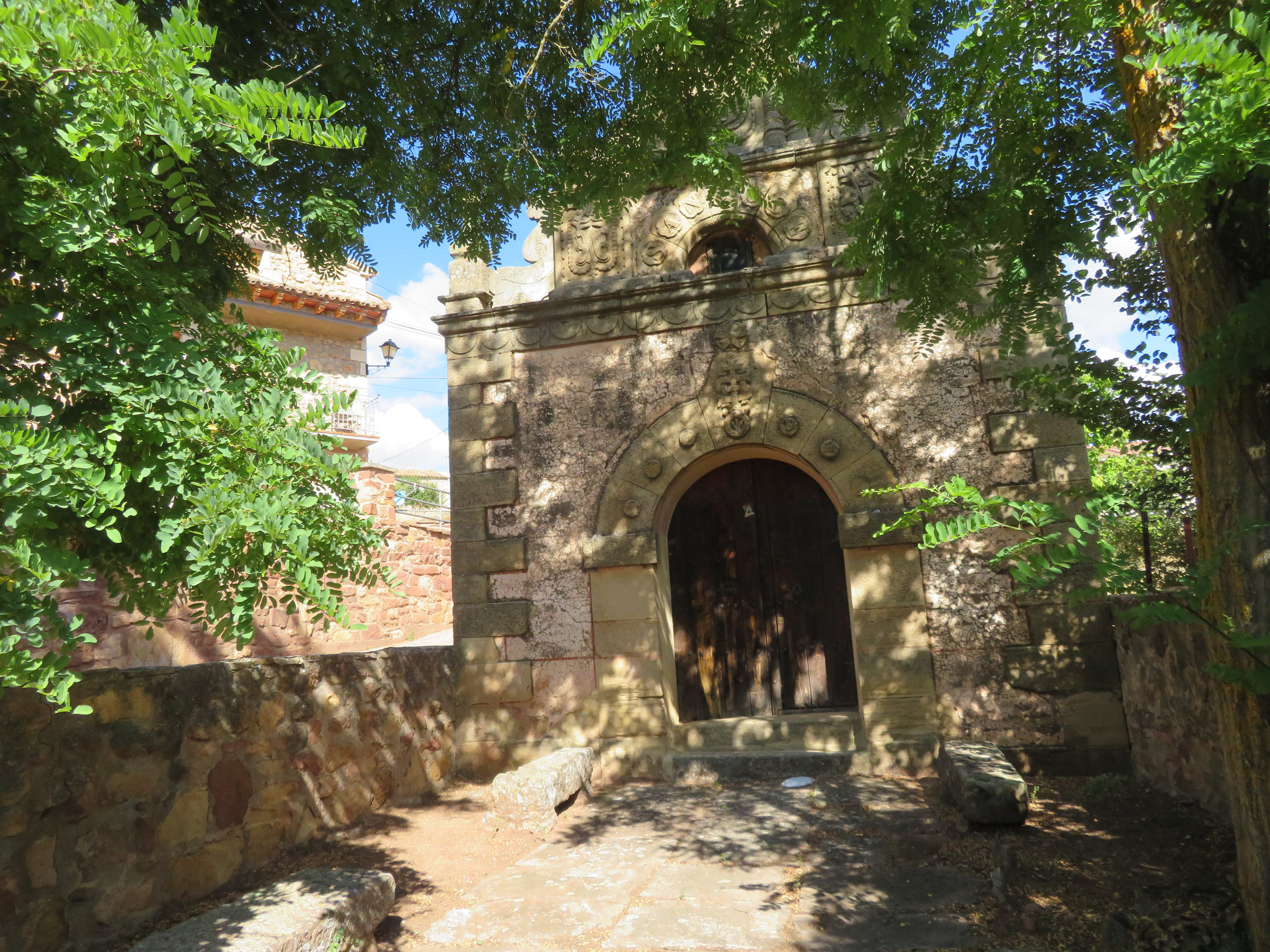
Ermita de San José

En la localidad hay una iglesia bajo la advocación de San Andrés Apóstol.